# X-Men 2
X-Men 2 (oryg. X2: X-Men United) – amerykański fantastycznonaukowy film akcji z 2003 roku na podstawie serii komiksów o grupie superbohaterów o tej samej nazwie wydawnictwa Marvel Comics. Został on wyreżyserowany przez Bryana Singera na podstawie scenariusza Michaela Doughertya, Dana Harrisa i Davida Haytera. W rolach głównych wystąpili: Patrick Stewart, Hugh Jackman, Ian McKellen, Halle Berry, Famke Janssen, James Marsden, Rebecca Romijn-Stamos, Brian Cox, Alan Cumming, Bruce Davison i Anna Paquin.
Film ten opowiada o dwóch grupach mutantów „X-Men” i „Braterstwo Mutantów”, które – pomimo różnic – łączą siły przeciwko pułkownikowi Williamowi Strykerowi, który za pomocą skopiowanego ze szkoły Profesora Xaviera urządzenia do namierzania mutantów, Celebro, próbuje zniszczyć całą ich rasę, aby ochronić przed nią ludzkość.
Jego światowa premiera miała miejsce 24 kwietnia 2003 roku w Londynie. W Polsce film zadebiutował 1 maja tego samego roku. Film zarobił ponad 400 milionów dolarów przy budżecie 110 milionów i spotkał się z pozytywną oceną krytyków. Stanowi kontynuację filmu X-Men z 2000 roku i jest drugą produkcją wchodzącą w skład franczyzy uniwersum filmowego osadzonego w świecie X-Men. W 2006 roku swoją premierę miała kontynuacja zatytułowana X-Men: Ostatni bastion.

## Streszczenie fabuły
Nightcrawler, mutant ze zdolnością teleportacji i poddany praniu mózgu, atakuje Prezydenta Stanów Zjednoczonych w Białym Domu. Zostaje postrzelony i ucieka. W międzyczasie Logan bada opuszczoną bazę wojskową nad jeziorem Alkali w Albercie w poszukiwaniu wskazówek dotyczących swojej przeszłości, jednak nic nie znajduje. Jean Grey boryka się z problemami z koncentracją, a jej moce są coraz trudniejsze do kontrolowania. Logan powraca do szkoły profesora Xaviera, który próbuje odnaleźć Nightcrawlera za pomocą Cerebro. Xavier i Cyclops odwiedzają w celi Magneto, aby zdobyć informacje w sprawie ataku na prezydenta. W tym czasie Storm i Jean Grey docierają do Nightcrawlera. Wojskowy naukowiec, pułkownik William Stryker, otrzymuje zgodę od prezydenta na zbadanie posiadłości Xaviera pod kątem ich powiązań z mutantami po niedawnym ataku. Siły Strykera wchodzą do szkoły i porywają część jej uczniów. Colossus zabiera ocalałych uczniów w bezpieczne miejsce, a Loganowi, Rogue, Icemanowi i Pyro udaje się uciec. Asystentka Strykera, Yuriko Oyama, porywa Cyclopsa i Xaviera. Podczas ataku dochodzi do konfrontacji Logana ze Strykerem, który zwraca się do niego „Wolverine” i zachowuje się, jakby go znał i wiedział o jego przeszłości.
Zmiennokształtna Mystique zdobywa informacje o więzieniu Magneto i pomaga mu uciec. Odnajduje również schematy drugiego Cerebro. Logan, Rogue, Iceman i Pyro ukrywają się u rodziców Icemana w Bostonie. Tam spotykają się ze Storm, Jean i Nightcrawlerem. Ich odrzutowiec zostaje zaatakowany przez myśliwce wojskowe podczas powrotu do posiadłości i zestrzelony, ale Magneto ratuje ich przed rozbiciem się. Magneto wyjaśnia grupie, że Stryker zbudował drugi Cerebro i planuje użyć go przy pomocy Xaviera, aby zabić wszystkich mutantów. Syn Strykera, Jason, jest mutantem z mocą kontrolowania umysłu, którego Stryker planuje wykorzystać, aby zmusić do współpracy Xaviera. Magneto informuje Wolverine’a, że Stryker jest człowiekiem, który wszczepił w jego szkielet adamantium i odpowiada za jego amnezję. Jean wyczytuje w myślach Nightcrawlera lokalizację bazy, która znajduje się pod ziemią w pobliżu tamy nad jeziorem Alkali.
Mystique pod postacią Logana dostaje się do bazy Strykera. Wpuszcza resztę mutantów, a Magneto i Mystique planują wyłączyć Cerebro, zanim Xavier pod wpływem Jasona go użyje. Storm i Nightcrawler wydostają porwanych uczniów, a Jean walczy z poddanym praniu mózgu Cyclopsem. Podczas walki Cyclops odzyskuje kontrolę, ale pobliska tama zostaje uszkodzona i zaczyna pękać. Logan odnajduje Strykera w laboratorium, w którym wszczepiono mu adamantium. Następnie walczy z Yuriko, zabija ją i wyrusza w pościg Strykerem, który próbuje uciec. Magneto oraz Mystique pod postacią Strykera rozkazują Jasonowi, aby Xavier przekierował swoje moce na ludzi. Później obydwoje wykorzystują helikopter Strykera do ucieczki. Dołącza do nich Pyro, który przekonał się do poglądów Magneto. Nightcrawler teleportuje do Cerebro Storm, która wytwarza burzę śnieżną, aby zdekoncentrować Jasona i uwolnić Xaviera spod jego kontroli.
X-Meni uciekają z bazy, gdy zaczyna ją zalewać woda z pękniętej tamy. Stryker ginie pod wodą, a odrzutowiec przy starcie zaczyna tracić moc. Jean postanawia wysiąść z odrzutowca i telepatycznie żegna się z drużyną. Powstrzymuje wodę i unosi nad nią odrzutowiec, a płomienie zaczynają się wydobywać z jej ciała. Następnie woda uderza w nią, prawdopodobnie ją zabijając. X-Meni przekazują prezydentowi akta Strykera, a Xavier ostrzega go, że ludzie i mutanci muszą razem współpracować na rzecz pokoju. W szkole Xavier, Cyclops i Logan wspominają Jean, a później Xavier rozpoczyna lekcję. W tym czasie z jeziora Alkali wyłania się kształt przypominający feniksa.

## Obsada
- Patrick Stewart jako Charles Xavier / Profesor X, mutant posiadający zdolność telepatii, pacyfista. Założyciel Szkoły Xaviera dla Utalentowanych Dzieci oraz X-Menów[3].
- Hugh Jackman jako James „Logan” Howlett / Wolverine, mutant posiadający szpony w rękach, wyostrzone zmysły oraz umiejętność regeneracji. W wyniku eksperymentu jego szkielet, w tym również szpony, został pokryty niezniszczalnym adamantium[3].
- Ian McKellen jako Eric Lensherr / Magneto, mutant posiadający umiejętność manipulowania polem magnetycznym oraz metalem, który dowodzi Braterstwem Mutantów[3].
- Halle Berry jako Ororo Munroe / Storm, mutantka potrafiąca kontrolować pogodę. Jest nauczycielką w Szkole Xaviera dla Utalentowanych Dzieci oraz należy do X-Menów[3].
- Famke Janssen jako Jean Grey, mutantka posiadająca zdolności telekinetyczne i telepatyczne. Jest nauczycielką w Szkole Xaviera dla Utalentowanych Dzieci oraz należy X-Menów[4].
- James Marsden jako Scott Summers / Cyclops, mutant posiadający zdolność generowania wiązek energii z oczu, który w związku z tym nosi specjalne okulary. Jest nauczycielem w Szkole Xaviera dla Utalentowanych Dzieci oraz należy do X-Menów[4].
- Rebecca Romijn-Stamos jako Raven Darkholme / Mystique, mutantka posiadająca zdolność zmiany swojego wyglądu, należąca do Braterstwa Mutantów[5].
- Brian Cox jako William Stryker, wojskowy i naukowiec, który planuje światowe ludobójstwo mutantów przy użyciu Celebro i Charlesa Xaviera. W przeszłości Stryker przeprowadzał eksperymenty na mutantach, między innymi na Loganie, w którego szkielet wszczepił adamantium[4].
- Alan Cumming jako Kurt Wagner / Nightcrawler, mutant z Niemiec o wyglądzie niebieskiego demona, który ma zdolność teleportacji. Wagner jest głęboko wierzącym katolikiem[3].
- Bruce Davison jako Robert Kelly, senator Stanów Zjednoczonych przeciwny mutantom, który zostaje porwany przez Magneto[6].
- Anna Paquin jako Marie D’Ancanto / Rogue, nastoletnia mutantka, która uciekła z domu po tym, jak po pocałowaniu chłopaka zapadł on w śpiączkę. Poprzez fizyczny kontakt potrafi odebrać siły życiowe, poznać czyjeś wspomnienia, a w przypadku mutantów – używać ich mocy[4].

W filmie ponadto wystąpili: Shawn Ashmore jako Bobby Drake / Iceman, Aaron Stanford jako John Allerdyce / Pyro, Daniel Cudmore jako Peter Rasputin / Colossus, Katie Stuart jako Kitty Pryde, Bryce Hodgson jako Artie Maddicks, Shauna Kain jako Theresa Cassidy / Siryn i Kea Wong jako Jubilation Lee / Jubilee – uczniowie w szkole Charlesa Xaviera; Kelly Hu jako Yuriko Oyama / Lady Deathstrike, mutantka kontrolowana przez Williama Strykera, oraz Michael Reid MacKay jako Jason Stryker / Mutant 143, syn Williama Strykera, mutant potrafiący tworzyć iluzje.
W rolach cameo wystąpili: Steve Bacic jako Henry „Hank” McCoy / Beast oraz reżyser filmu Bryan Singer jako ochroniarz.

## Produkcja

### Rozwój projektu

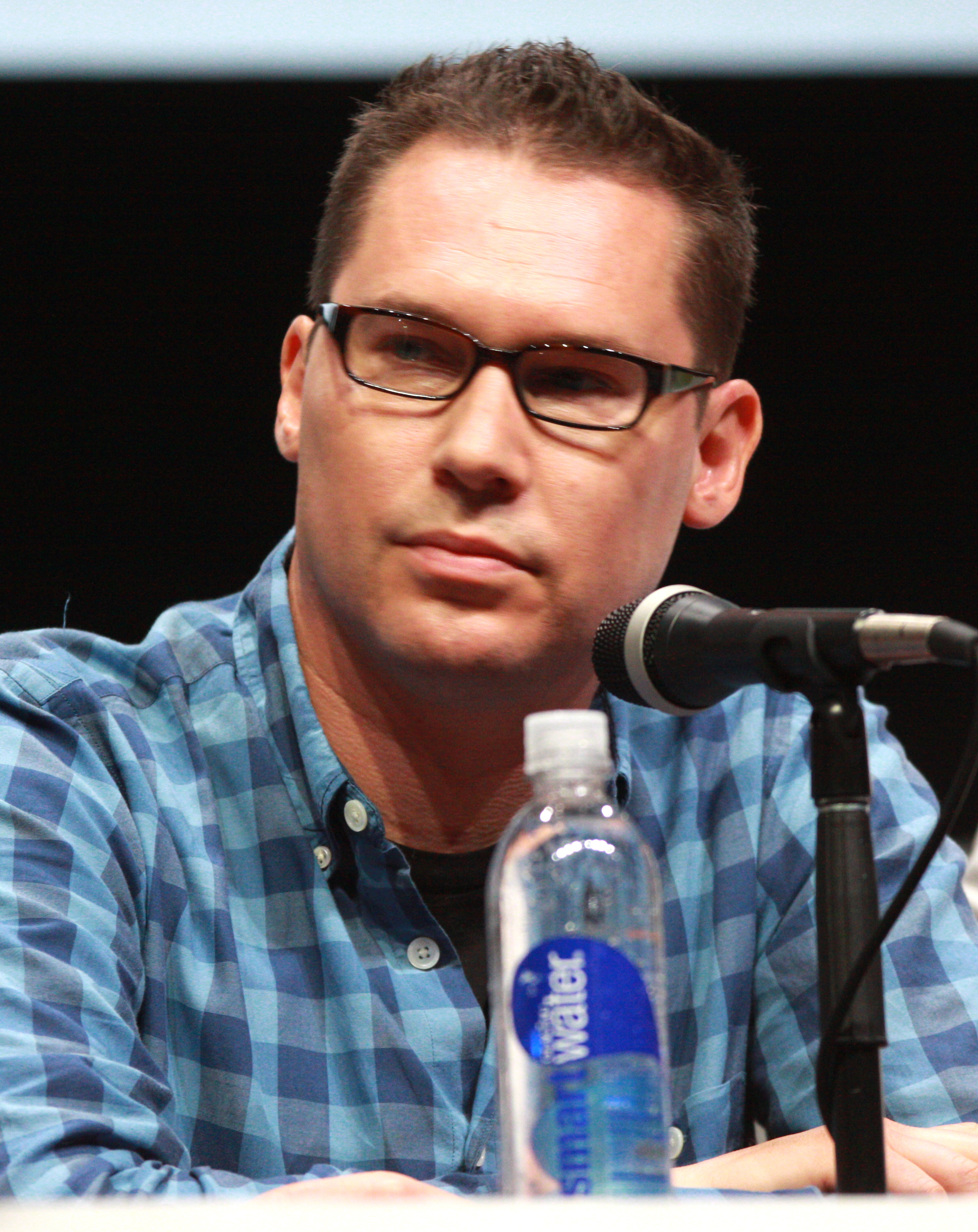
Bryan Singer, reżyser filmu

W listopadzie 2000 roku 20th Century Fox poinformowało o planach na sequel, a Bryan Singer rozpoczął rozmowy na temat powrotu na stanowisko reżysera. Scenariuszem zajęli się oddzielnie David Hayter i Zak Penn. W lutym 2002 roku Michael Dougherty i Dan Harris zostali zatrudnieni do poprawienia scenariuszy Haytera i Penna. Na stanowisku producenta pozostali Lauren Shuler Donner i Ralph Winter.

### Casting
W sierpniu 2000 roku Tyler Mane stwierdził w wywiadzie, że powróci jako Sabretooth. Ostatecznie jego postać nie została uwzględniona w scenariuszu sequela. W listopadzie tego samego roku ujawniono, że Patrick Stewart i Ian McKellen podpisali kontrakty na udział w trzech filmach. W maju 2002 roku do obsady dołączyli Alan Cumming jako Nightcrawler i Aaron Stanford jako Pyro, a miesiąc później Kelly Hu. W tym czasie poinformowano też, że swoje role powtórzą: Stewart, McKellen, Hugh Jackman, Halle Berry, Famke Janssen, Anna Paquin i James Marsden.
W lipcu ujawniono, że powrócą Bruce Davison jako Robert Kelly i Shawn Ashmore jako Iceman. W tym samym miesiącu do obsady dołączyli: Daniel Cudmore jako Colossus, Katie Stuart jako Kitty Pryde, Shauna Kain jako Siryn i Kea Wong jako Jubilee. W sierpniu poinformowano, że Brian Cox zagra Williama Strykera.

### Zdjęcia i postprodukcja
Zdjęcia do filmu rozpoczęły się 17 czerwca, a zakończyły się pod koniec listopada 2002 roku. Film był kręcony w Vancouver w Kanadzie. Za zdjęcia odpowiadał Newton Thomas Sigel, scenografią zajął się Guy Hendrix Dyas, a kostiumy zaprojektowała Louise Mingenbach.
Montażem zajęli się John Ottman i Elliot Graham. Efekty specjalne przygotowały studia: Rhythm and Hues Studios, Pixel Magic, Frantic Films, CIS Hollywood, Cinesite, EYETECH Optics, 4-Ward Production, Hammerhead Production, Kleiser–Walczak Construction, Lidar Services, Pacific Title, Tanguay Technologies, Visual Concept Engineering i Whodoo EFX, a odpowiadał za nie Michael Fink.

## Muzyka
John Ottman został zatrudniony do skomponowania muzyki do filmu. X2: Original Motion Picture Score z muzyką Ottmana został wydany 29 kwietnia 2003 roku przez Trauma Records.
| X2: Original Motion Picture Score – 2003 | X2: Original Motion Picture Score – 2003 | X2: Original Motion Picture Score – 2003 | X2: Original Motion Picture Score – 2003 |
| Nr                                       | Tytuł utworu                             | Autor                                    | Długość                                  |
| ---------------------------------------- | ---------------------------------------- | ---------------------------------------- | ---------------------------------------- |
| 1.                                       | „Suite”                                  | J. Ottman                                | 7:11                                     |
| 2.                                       | „Storm’s Perfect Storm”                  | J. Ottman                                | 2:18                                     |
| 3.                                       | „Finding Faith”                          | J. Ottman                                | 1:31                                     |
| 4.                                       | „Sneaky Mystique”                        | J. Ottman                                | 3:30                                     |
| 5.                                       | „Cerebro”                                | J. Ottman                                | 1:27                                     |
| 6.                                       | „Mansion Attack”                         | J. Ottman                                | 7:34                                     |
| 7.                                       | „Rogue Earns Her Wings”                  | J. Ottman                                | 1:35                                     |
| 8.                                       | „It’s Time”                              | J. Ottman                                | 3:40                                     |
| 9.                                       | „Magneto’s Old Tricks”                   | J. Ottman                                | 4:59                                     |
| 10.                                      | „I’m In”                                 | J. Ottman                                | 4:11                                     |
| 11.                                      | „If You Really Knew”                     | J. Ottman                                | 3:21                                     |
| 12.                                      | „Playing With Fire”                      | J. Ottman                                | 2:45                                     |
| 13.                                      | „Death Strikes Deathstryke”              | J. Ottman                                | 4:52                                     |
| 14.                                      | „Getting Out Alive”                      | J. Ottman                                | 3:59                                     |
| 15.                                      | „Goodbye”                                | J. Ottman                                | 5:28                                     |
| 16.                                      | „We’re Here to Stay”                     | J. Ottman                                | 1:49                                     |
|                                          |                                          |                                          | 1:00:10                                  |

## Wydanie
Światowa premiera filmu miała miejsce 24 kwietnia 2003 roku w Londynie. W wydarzeniu uczestniczyła obsada i twórcy filmu oraz zaproszeni goście. W Polsce film zadebiutował 1 maja tego samego roku, natomiast w Stanach Zjednoczonych i Kanadzie miał premierę 2 maja.
Film został wydany na DVD 25 listopada 2003 roku w Stanach Zjednoczonych. Na Blu-ray został wydany 21 kwietnia 2009 roku. W Polsce został wydany na DVD 19 listopada 2003 roku.

## Odbiór

### Box office
Film, przy budżecie 110 milionów dolarów, zarobił w Stanach Zjednoczonych i Kanadzie w weekend otwarcia 85,5 miliona dolarów. W sumie w Stanach Zjednoczonych i Kanadzie film zarobił prawie 215 milionów dolarów, a na świecie uzyskał wynik ponad 407 milionów.

### Krytyka w mediach
Film spotkał się z pozytywną reakcją krytyków. W serwisie Rotten Tomatoes 85% z 241 recenzji uznano za pozytywne, a średnia ocen wystawionych na ich podstawie wyniosła 7,5 na 10. Na portalu Metacritic średnia ważona ocen z 37 recenzji wyniosła 68 punktów na 100. Natomiast według serwisu CinemaScore, zajmującego się mierzeniem atrakcyjności filmów w Stanach Zjednoczonych, publiczność przyznała mu ocenę A- w skali od F do A+.
Todd McCarthy z „Variety” napisał, że „nowy obraz jest prawie dwa razy lepszy niż oryginał, chociaż będzie to oznaczać bardzo różne rzeczy dla różnych odbiorców”. Kenneth Turan z „Los Angeles Times” stwierdził, że „X-Men 2 jest zbyt dobry, aby go zapomnieć. Energiczny i wciągający [...], jest to rodzaj filmu o superbohaterach, którego chcemy, jeśli w ogóle musimy mieć filmy o superbohaterach”. Glen Oliver z IGN napisał: „X-Men 2 mógł być z łatwością ociężałym, chudym, nieatrakcyjnym i chaotycznym filmem ze zdecentralizowaną fabułą i desperackim stylem wizualnym naśladującym dziesięciolecia nieszczęśliwych adaptacji komiksów. Zamiast tego jest wdzięczną, inteligentną maszyną napędzaną jasną wizją i niezachwianym zrozumieniem tego, czym jest i czym powinno być”.
Marcin Kamiński z Filmwebu stwierdził: „Muszę przyznać, że z projekcji X-Men 2 wyszedłem przyjemnie rozczarowany i z poczuciem, że oto obejrzałem film, którego druga część była lepsza od pierwszej”. Czarek Czartoryski z portalu Filmowo napisał: „X-Men 2 to dobra ekranizacja komiksu, zrobiona bez jakichkolwiek większych ambicji, co wyszło filmowi na dobre”.

### Nagrody i nominacje
| Rok  | Ceremonia             | Kategoria                                                   | Nominowani                                                            | Rezultat  | Przypis       |
| ---- | --------------------- | ----------------------------------------------------------- | --------------------------------------------------------------------- | --------- | ------------- |
| 2003 | Teen Choice Awards    | Ulubiony film dramatyczny / akcji / przygodowy              | X-Men 2                                                               | Nominacja | [ 37 ]        |
| 2003 | Teen Choice Awards    | Ulubiona aktorka dramatu / filmu akcji / filmu przygodowego | Halle Berry                                                           | Nominacja | [ 37 ]        |
| 2003 | Teen Choice Awards    | Ulubiona aktorka dramatu / filmu akcji / filmu przygodowego | Rebecca Romijn-Stamos                                                 | Nominacja | [ 37 ]        |
| 2003 | Teen Choice Awards    | Ulubiony aktor dramatu / filmu akcji / filmu przygodowego   | Hugh Jackman                                                          | Nominacja | [ 37 ]        |
| 2003 | Teen Choice Awards    | Ulubiona chemia filmowa                                     | Anna Paquin, Shawn Ashmore                                            | Nominacja | [ 37 ]        |
| 2003 | Teen Choice Awards    | Ulubiona filmowa scena walki                                | X-Men 2                                                               | Nominacja | [ 37 ]        |
| 2003 | Teen Choice Awards    | Ulubiony czarny charakter                                   | Brian Cox                                                             | Nominacja | [ 37 ]        |
| 2003 | Teen Choice Awards    | Ulubiony czarny charakter                                   | Ian McKellen                                                          | Nominacja | [ 37 ]        |
| 2003 | Teen Choice Awards    | Ulubiony kłamca filmowy                                     | Rebecca Romijn-Stamos                                                 | Nominacja | [ 37 ]        |
| 2003 | Golden Schmoes Awards | Najlepszy film science fiction                              | X-Men 2                                                               | Wygrana   | [ 38 ]        |
| 2003 | Golden Schmoes Awards | Najlepsze efekty sepcjalne                                  | X-Men 2                                                               | Nominacja | [ 38 ]        |
| 2003 | Golden Schmoes Awards | Najlepsza scena akcji                                       | X-Men 2                                                               | Nominacja | [ 38 ]        |
| 2004 | Saturn Awards         | Najlepszy film science fiction                              | X-Men 2                                                               | Wygrana   | [ 39 ]        |
| 2004 | Saturn Awards         | Najlepsza reżyseria                                         | Bryan Singer                                                          | Nominacja | [ 39 ]        |
| 2004 | Saturn Awards         | Najlepsza scenariusz                                        | David Hayter, Michael Dougherty, Dan Harris                           | Nominacja | [ 39 ]        |
| 2004 | Saturn Awards         | Najlepsze kostiumy                                          | Louise Mingenbach                                                     | Nominacja | [ 39 ]        |
| 2004 | Saturn Awards         | Najlepsza charakteryzacja                                   | Gordon J. Smith                                                       | Nominacja | [ 39 ]        |
| 2004 | Saturn Awards         | Najlepsze efekty specjalne                                  | Michael L. Fink, Richard E. Hollander, Stephen Rosenbaum, Mike Vézina | Nominacja | [ 39 ]        |
| 2004 | Saturn Awards         | Najlepsza muzyka                                            | John Ottman                                                           | Nominacja | [ 39 ]        |
| 2004 | MTV Movie Awards      | Najlepszy film                                              | X-Men 2                                                               | Nominacja | [ 40 ]        |
| 2004 | MTV Movie Awards      | Najlepsza przełomowa rola męska                             | Shawn Ashmore                                                         | Wygrana   | [ 40 ]        |
| 2004 | MTV Movie Awards      | Najlepszy pocałunek                                         | Anna Paquin, Shawn Ashmore                                            | Nominacja | [ 40 ]        |
| 2004 | MTV Movie Awards      | Najlepsza scena walki                                       | Hugh Jackman, Kelly Hu                                                | Nominacja | [ 40 ]        |
| 2004 | Hugo Awards           | Najlepsza prezentacja dramatyczna (długa forma)             | Bryan Singer, Dan Harris, David Hayter, Michael Dougherty, Zak Penn   | Nominacja | [ 41 ]        |
| 2004 | Empire Awards         | Najlepszy film                                              | X-Men 2                                                               | Nominacja | [ 42 ] [ 43 ] |
| 2004 | Empire Awards         | Najlepszy aktor                                             | Hugh Jackman                                                          | Nominacja | [ 42 ] [ 43 ] |

## Kontynuacje, anulowane projekty i reboot Filmowego Uniwersum Marvela
Kontynuacja została potwierdzona wraz z rezygnacją Bryana Singera z pracy nad nią. Na stanowisko reżysera został zatrudniony Brett Ratner, a scenariusz napisał David Hayter. X-Men: Ostatni bastion zadebiutował w 2006 roku. W głównych rolach powrócili: Hugh Jackman, Halle Berry, Ian McKellen, Famke Janssen, Anna Paquin, James Marsden, Rebecca Romijn, Shawn Ashmore, Aaron Stanford i Patrick Stewart.
W 2008 roku ujawniono, że 20th Century Fox pracuje nad prequelem, zatytułowanym X-Men: Pierwsza klasa. W marcu 2010 roku poinformowano, że studio planuje rozpocząć tym filmem nową trylogię. Matthew Vaughn zajął się reżyserią, a także napisał scenariusz razem z Ashley Miller, Zackiem Stentzem i Jane Goldman. Film miał premierę w 2011 roku. W młodszych wersjach Charlesa Xaviera, Magneto, Hanka McCoya i Mystique zostali obsadzeni James McAvoy, Michael Fassbender, Jennifer Lawrence i Nicholas Hoult.
Kolejny film, X-Men: Przeszłość, która nadejdzie, zadebiutował w 2014 roku. Singer, który wyreżyserował dwa pierwsze filmy franczyzy, zajął się ponownie reżyserią na podstawie scenariusza Simona Kinberga. W filmie powróciła obsada zarówno z Pierwszej klasy, jak i z oryginalnej trylogii. Swoje role powtórzyli między innymi: Jackman, McAvoy, Fassbender, Lawrence, Hoult, Berry, Elliot Page, McKellen i Stewart. Jeszcze w grudniu 2013 roku Singer zapowiedział kontynuację. Ponownie zajął się reżyserią, a scenariusz napisał Kinberg. X-Men: Apocalypse miał premierę w 2016 roku. Swoje role powtórzyli McAvoy, Fassbender, Lawrence, Hoult, Rose Byrne i Lucas Till. Do obsady dołączył Oscar Isaac jako Apocalypse oraz Tye Sheridan, Sophie Turner i Alexandra Shipp jako młodsze wersje Cyclopsa, Jean Grey i Storm.
W maju 2016 roku Kinberg zapowiedział, że 20th Century Fox planuje kolejną trylogię, która tym razem ma się koncentrować na młodych mutantach. W lutym 2017 roku poinformowano, że Kinberg rozpoczął negocjacje ze studiem dotyczące wyreżyserowania kontynuacji na podstawie własnego scenariusza inspirowanej komiksami Dark Phoenix Saga. X-Men: Mroczna Phoenix miała premierę w 2019 roku. W głównych rolach powrócili McAvoy, Fassbender, Lawrence, Hoult, Turner, Sheridan i Shipp. Dołączyła do nich Jessica Chastain jako Vuk.
Studio wyprodukowało też kilka spin-offów franczyzy filmowej o X-Menach. W 2009 roku premierę miał X-Men Geneza: Wolverine z Jackmanem w tytułowej roli. Doczekał się on dwóch kontynuacji: Wolverine (2013) i Logan: Wolverine (2017) oraz dwóch części spin-offu Deadpool i Deadpool 2 z Ryanem Reynoldsem w głównej roli z 2016 i 2018 roku. Wśród niezrealizowanych projektów studia znalazły się między innymi: Gambit z Channingiem Tatumem w głównej roli, Multiple Man z Jamesem Franco, Kitty Pryde z Elliotem Pagem oraz filmy o Alpha Flight i o Exiles.
W 2019 roku The Walt Disney Company sfinalizował transakcję zakupu 21st Century Fox, wskutek czego wszystkie filmy Foxa związane z franczyzą zostały anulowane, w tym planowane spin-offy i kontynuacje Mrocznej Phoenix, a Marvel Studios przejęło kontrolę nad postaciami. Prezes Disneya, Robert Iger, poinformował, że X-Meni zostaną włączeni do Filmowego Uniwersum Marvela. W lipcu 2019 roku, podczas San Diego Comic-Conu, Kevin Feige zapowiedział, że studio pracuje nad rebootem filmu o mutantach.
W 2020 roku premierę miał ostatni film franczyzy filmowej o X-Menach, samodzielny spin-off, Nowi mutanci.